# Московский театр Кирилла Королёва
Театр Кирилла Королева — драматический театр, основанный в 1987 году, при котором работает детская театральная студия.

## История театра
Театр создан в феврале 1987 года Кириллом Королевым, тогда врачом, а впоследствии дипломированным режиссером. Сначала было несколько студий в школах и ДК Москвы, с 1995 по 2001 год театр существовал в клубе на Кутузовском проспекте, а с 2001 года стал независимым. С 2013 года репетиционная база Театра Кирилла Королева располагается в районе Котловка, на улице Дмитрия Ульянова, 44, стр.1. 
Костяк взрослой труппы составляют те, кто пришёл в студию в 8-12 лет, и вот уже 10-20-30 лет хранит верность театру. Студия при театре продолжает свою работу. Каждый сезон приходят новые студийцы. Помимо занятий по актерскому мастерству, сценречи и сцендвижению, они участвуют в репетициях спектаклей, получив роли. На телеканале «Россия.Культура» снят фильм о Театре Кирилла Королева. 

## Награды
Театр Кирилла Королева принимал участие в более 100 международных, всероссийских, городских и окружных театральных фестивалей в России и Европе, получил дипломы лауреатов Гран-при, «За лучший спектакль», «За лучшую режиссуру», «За лучшее исполнение ролей», «За самую оригинальную постановку», «За лучший актерский ансамбль», «За самый добрый спектакль» и много других.
Руководитель театра К. Ю. Королев награждён Почетной грамотой правительства Москвы «За большой творческий вклад в развитие театрального дела, многолетнюю плодотворную работу, направленную на воспитание молодого поколения», а также многими дипломами, в том числе «За многолетнюю творческую работу по эстетическому воспитанию детей средствами театра, умение распознавать и поддерживать душевные склонности ребенка, за формирование у юного поколения бережного отношения к ценностям культуры и любви к искусству, стремление соответствовать высоким традициям российского театра», «За оригинальное режиссерское мышление», «За работу с актёрами», «За лучшую режиссерскую работу», Дипломами Международной ассоциации «Мир через Культуру» и Московского детского фонда. В 1998 году Королев стал лауреатом Гран-при Всероссийского конкурса «Детская пьеса» Министерства образования РФ, а в 2000 году звание лауреата Всероссийского фестиваля драматургов «Мы — дети твои, Россия!» получает его ученица, актриса театра Е. Ткачева.

## Репертуар
- «Волки и овцы» Островский, Александр Николаевич, постановка Кирилла Королева

- «Лекарь поневоле» Мольера, постановка Кирилла Королева

- «Собаки» Кирилла Королева, постановка Кирилла Королева

- «До конца круга, или Принцесса и дрянь» Кирилла Королева, постановка Кирилла Королева

- «Чайка по имени Джонатан Ливингстон» Ричарда Баха, инсценировка и постановка Кирилла Королева

- «Когда дождь застучит по крышам скворечен» Ярославы Пулинович, постановка Кирилла Королева

- Э. Олби Что случилось в зоопарке»

- К.Королев «Дети металла»

- К.Королев «Такая безобидная записка»

- К.Королев «Крепко держась за уши жирафа»

- У. Гибсон «Тряпичная кукла»

- К.Королев «Новый год в подводной лодке»

- А.С.Пушкин «Моцарт и Сальери»